# ملی‌گرایی سوری
ملی‌گرایی سوری یاملی‌گرایی پان-سوری (به عربی: القومية السورية) ملی‌گرایی منطقه سوریه، یا هلال حاصل‌خیز به عنوان موجدیت سیاسی و فرهنگی موسوم به «سوریه بزرگ» است. آن را نباید با ملی‌گرایی عربی که دکترین رسمی دولتی حزب حاکم بعث سوریه اشتباه گرفت، یا فرض کرد ملی‌گرایی سوری لزوماً منافع سوریه امروزی یا حکومت آن را ترویج می‌کند. در عوض، این ملی‌گرایی سابقه‌ای طولانی‌تر از دولت سوریه که از فرانسه مستقل شده دارد و به منطقهٔ با مرزهای نادقیق شام مرتبط است.

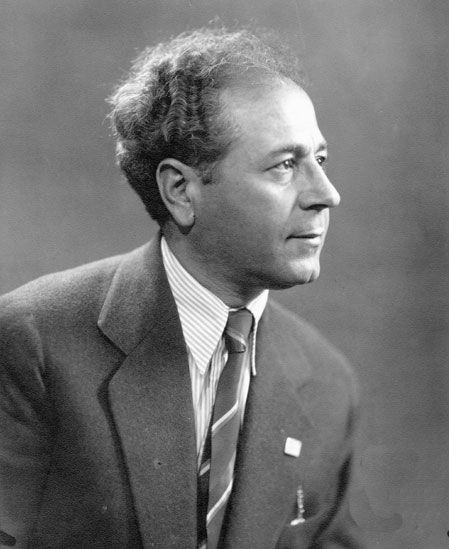
آنتون سعاده مؤسس حزب سوسیال ناسیونالیست سوری که امروزه از این ایدئولوژی دفاع می‌کند